# An Lão (huyện Hải Phòng)
An Lão là một huyện cũ thuộc thành phố Hải Phòng, Việt Nam.

## Địa lý
Huyện An Lão nằm ở phía tây ngoại thành của thành phố Hải Phòng, huyện lỵ của huyện là thị trấn An Lão, nằm cách trung tâm thành phố khoảng 18 km. Huyện có vị trí địa lý:
- Phía đông giáp quận Kiến An và huyện Kiến Thụy
- Phía tây giáp huyện Thanh Hà, tỉnh Hải Dương
- Phía nam giáp huyện Tiên Lãng
- Phía bắc giáp quận An Dương và huyện Kim Thành, tỉnh Hải Dương.

Huyện có diện tích 114,58 km², dân số năm 2019 là 146.712 người, mật độ dân số đạt 1.280 người/km².

## Lịch sử
An Lão (安老=bình yên lâu dài) nguyên là vùng đất cổ, mà thời Hán thuộc quận Giao Chỉ, sang nhà Đường đặt thuộc trấn Hải Môn, sau gọi là châu Hồng.
Buổi đầu độc lập, ba triều Đinh, Tiền Lê, Lý vẫn đặt thế. Nhà Trần đặt thuộc lộ Hồng Châu và từ đó, An Lão trở thành một huyện (gồm đất đai của An Lão, Kiến Thuỵ, Kiến An và Đồ Sơn hiện nay) thuộc châu Đông Triều, phủ Tân Hưng.
Năm 1468 nhà Lê đặt thuộc Thừa tuyên Nam Sách và năm sau (1469) Vua Lê Thánh Tông cắt một phần An Lão lập huyện Nghi Dương.
Khi nhà Mạc (莫朝, 1527-1592) lập kinh đô ở Nghi Dương (nay là quận Dương Kinh) lấy các vùng quanh đó: Khoái Châu, Tân Hưng, Kiến Xương, Thái Bình đều cho lệ vào Dương Kinh 阳京. Thời ấy, do cách không xa cửa biển là mấy nên ven sông Úc là bãi bồi, đầy vũng trũng, sú vẹt còn hoang thưa lắm, quan quân nhà Mạc đưa tre từ Thanh Hoá về, tập hợp dân đóng kè, quai đê lấn biển, nắn sông, lập nên làng ấp, trong đó có các làng vùng Cao Mật. Lâu dần, dân khai phá bồi đắp thành đồng lúa.
Thời Lê Trung hưng đổi lại như cũ và vì Hải Dương đã được bình định nên 1741, chúa Trịnh chia làm bốn đạo: Thượng Hồng, Hạ Hồng, An Lão, và Đông Triều, mỗi đạo đặt một chức tuần thủ để chiếu theo địa phận vỗ về dân chúng. Tháng 9 nhuận năm Cảnh Hưng thứ 28 (Đinh Hợi, 1767), Trịnh Sâm lấy cớ rằng trong nước điêu tàn hao hụt, nếu đặt nhiều quan chức chỉ phiền nhiễu cho dân, bèn hợp lại hoặc bỏ bớt gồm 4 phủ, 29 châu huyện. Những phủ và châu huyện này đều cho phủ huyện tiếp cận kiêm lý. Khi đó An Lão do Thủy Đường kiêm lý.
Thời Nguyễn, An Lão trở thành một huyện của tỉnh Hải Dương (1831), từ năm Minh Mệnh thứ 19 (1838) nằm trong Phủ Kiến Thuỵ 建瑞府 (gồm 4 huyện: Nghi Dương 宜陽, Kim Thành 金城, An Dương 安陽 và An Lão 安老) do huyện Kim Thành kiêm nhiếp (từ 1852). Sau thuộc tỉnh Hải Phòng vào năm 1887 và do phủ Kiến Thụy 建瑞府 kiêm nhiếp. Cũng chính dịp này làng Hương (Cao Mật, An Lão) đổi thành đổi thành Phương (Lạp), cũng có nghĩa là "thơm", tuy có khác: "Phương" 芳 là mùi thơm của "cỏ chi", chứ không phải mùi thơm của hoa, lúa gạo nói chung như 芗. Thời Đồng Khánh (同慶, 1885-1889) An Lão có 10tổng với 62 xã, thôn.
Khi Pháp lập tỉnh Kiến An (02/1906) An Lão thuộc tỉnh này, gồm các tổng: An Luận 安論 (8 xã), Văn Đẩu 文斗 (7 xã), Phù Lưu 芙畱 (6 xã), Biều Đa 裒多 (7 xã), Cao Mật 高密 (8 xã), Du Viên 榆圜 (5 xã), Đâu Kiên 兜堅 (8 xã), Câu Thượng 枸上 (7 xã), Quan Trang 觀莊 (8 xã), Phương Chử 方渚 (7 xã), Đại Hoàng 大黃 (7 xã), Đại Phương Lang 大方榔 (7 xã).
Trong Cách mạng tháng Tám, đêm 16 rạng ngày 17 tháng 8 năm 1945. Tự vệ An Lão xuất phát từ căn cứ Câu Trung cùng đông đảo quần chúng nhân dân vũ trang đột nhập huyện lị buộc Tri huyện cùng toàn bộ lính tráng hạ súng đầu hàng, nộp ấn tín, tài liệu và vũ khí cho cách mạng. Chính quyền Cách mạng thành lập ngày 25 tháng 8.
Đầu cuộc kháng chiến, tháng 3 năm 1947 liên tỉnh Hải - Kiến thành lập Đảng bộ huyện An Lão lãnh đạo quân và dân xây dựng huyện, kháng chiến chống thực dân Pháp và củng cố hệ thống chính trị. Do vậy đã phá tan nhiều cuộc càn quét, tàn phá của địch, mà tiêu biểu là cuộc chiến đấu chống càn ngày 21 tháng 4 năm 1953 tại làng Đại Điền xã Tân Viên. Sau đó, ba trăm ngày cuối cùng của thực dân Pháp ở An Lão là ba trăm ngày giằng co quyết liệt giữa quân và dân ta với bọn thực dân phong kiến, kết thúc 9 năm kháng chiến, chấm dứt sự thống trị gần 100 năm của Pháp.
Ngày 8 tháng 5 năm 1955 chính quyền huyện ra mắt nhân dân. Trong Kế hoạch 5 năm lần thứ nhất, ngày 27 tháng 10 năm 1962, tại kỳ họp thứ 5 Quốc hội khóa II đã ra Nghị quyết về việc hợp nhất thành phố Hải Phòng với tỉnh Kiến An thành thành phố Hải Phòng và An Lão trở thành một huyện của thành phố kể từ đó.
Ngày 4 tháng 4 năm 1969, An Lão nhập với Kiến Thụy thành An Thụy rồi 11 năm sau, 16 xã cũ của An Lão nhập vào thị xã Kiến An thành huyện Kiến An bởi Quyết định số 71/QĐ-CP ngày 5 tháng 3 năm 1980 của Hội đồng Chính phủ.
Đến ngày 8 tháng 8 năm 1988 tái lập huyện An Lão theo Quyết định số 100/HĐBT của Hội đồng Bộ trưởng. Khi tách ra, huyện An Lão có 16 xã: An Thái, An Thắng, An Thọ, An Tiến, Bát Trang, Chiến Thắng, Mỹ Đức, Quang Hưng, Quang Trung, Quốc Tuấn, Tân Dân, Tân Viên, Thái Sơn, Trường Sơn, Trường Thành, Trường Thọ.
Ngày 23 tháng 11 năm 1993, thành lập thị trấn An Lão - thị trấn huyện lị của huyện An Lão, gồm phần đất của các xã An Tiến, An Thắng và Quốc Tuấn.
Ngày 5 tháng 4 năm 2007, chuyển xã Trường Sơn thành thị trấn Trường Sơn.
Huyện An Lão có 2 thị trấn và 15 xã như hiện nay.

## Hành chính
Huyện An Lão có 17 đơn vị hành chính cấp xã trực thuộc, bao gồm 2 thị trấn: An Lão (huyện lỵ), Trường Sơn và 15 xã: An Thái, An Thắng, An Thọ, An Tiến, Bát Trang, Chiến Thắng, Mỹ Đức, Quang Hưng, Quang Trung, Quốc Tuấn, Tân Dân, Tân Viên, Thái Sơn, Trường Thành, Trường Thọ.

## Đường phố
- Cao Sơn
- Hoàng Thiết Tâm
- Hoàng Xá
- Lê Lợi
- Lương Khánh Thiện
- Ngô Quyền
- Nguyễn Chuyên Mỹ
- Nguyễn Kim
- Nguyễn Trọng Hòe
- Nguyễn Văn Trỗi
- Phan Hiền
- Trần Tảo
- Trần Tất Văn
- Trần Thị Trinh
- Văn Quang
- Văn Xuân
- Vương Công Hiền
- Xuân Áng

## Kinh tế
- An Lão có khu công nghiệp An Tràng, và nhiều cụm công nghiệp trên quốc lộ 10.
- Nông nghiệp và ngành tiểu thủ công nghiệp có tỷ trọng cao.
- Du lịch: Núi Voi
- Làng nghề: Mây tre đan Tiên Cầm; Hoa, cây cảnh Mông Thượng
- Sản vật: Chè Chi Lai
- Thuốc lào: Cao Mật - An Lão - Hải Phòng

## Làng nghề
An Lão là huyện ít làng nghề và làng có nghề. Sản xuất nông nghiệp hầu như không tách rời với người dân. Giá trị tạo ra của các làng nghề, làng có nghề và nghề truyền thống còn thấp chưa tương xứng với tiềm năng về vị trí địa lý. Nhóm nghề dịch vụ cũng chưa phát triển nhiều nếu so cùng địa phương khác ở đồng bằng sông Hồng. Ngay cả ở các xã phát triển nhất huyện như Quang Trung, Quốc Tuấn, An Tiến, Mỹ Đức nhóm nghề dịch vụ, kinh doanh, tiểu thủ công nghiệp cũng chưa phát triển nhiều. Các làng nghề, nghề phụ trong huyện như:
- Làng hoa cây cảnh Mông Thượng (Chiến Thắng)
- Nghề thuốc lào Cao Mật (An Thọ)
- Chế tác đá Phương Chử Đông (Trường Thành)
- Trồng rau thủy canh Lang Thượng (Mỹ Đức)
- Nghề làm nem chua, nem nắm Nam Sơn (An Thọ)
- Có nghề làm vàng mã Đâu Kiên (Quốc Tuấn)
- Quất cảnh thôn Lương Câu (Tân Viên)
- Mây tre đan, vàng mã Tiên Cầm (An Thái)
- Nghề chế tác đá thôn Khúc Giản (An Tiến)
- Trồng trọt cây lương thực, rau củ vụ đông, chăn nuôi, lao động trong và ngoài nước...

## Giao thông
Có quốc lộ 10 và đường cao tốc Hà Nội – Hải Phòng đi qua.